# Jelica
Jelica — метеорит-хондрит масою 34000 грам.